# Tröndel
Tröndel est une commune allemande du Schleswig-Holstein, située dans l'arrondissement de Plön, entre la ville de Lütjenburg et la commune de Schönberg (Holstein), près de la mer Baltique. Tröndel fait partie de l'Amt Lütjenburg qui regroupe 15 communes autour de la ville du même nom.